# Пробация
Пробация е вид наказание, налагано от съда за извършено престъпление.
То е единно наказание, състоящо се от отделни пробационни мерки. Сравнително тежко наказание, изразяващо се в съвкупност от мерки за контрол и въздействие върху осъденото лице без лишаване от свобода. Наказанието се изпълнява в общността (осъденият не се изолира, а продължава да живее и работи в мястото преди привеждане в изпълнение на наказанието). По време на изпълнение на наказанието, осъденият търпи определени ограничения и има определени задължения в зависимост от наложените му пробационни мерки. В системата от наказания съгласно НК по своята тежест се нарежда след „доживотния затвор“ и „лишаването от свобода“.

## Пробационни мерки
Предвидените от Наказателния кодекс на Република България пробационни мерки са шест:
- 1. „задължителна регистрация по настоящ адрес“ /с продължителност от шест месеца до три години/,
- 2. „задължителни срещи с пробационен служител“ /с продължителност от шест месеца до три години/,
- 3. „ограничаване в свободното придвижване“,
- 4."включване в курсове за професионална квалификация и/или програми за обществено въздействие",
- 5. „поправителен труд“ /удръжки от заплатата на лица, работещи по трудов договор, в размер между 10 и 25 процента от брутното трудово възнаграждение за срок от 3 месеца до 2 години/ и
- 6. „безвъзмезден труд в полза на обществото“ /между 100 и 320 часа за срок от 1 до 3 години/.

Продължителността и вида на пробационните мерки се определят от съд.

## Видове пробационни мерки
1. Задължителни: Първите две мерки – „задължителна регистрация по настоящ адрес“ и „задължителни срещи с пробационен служител“ се налагат задължително, като могат да бъдат комбинирани с една или няколко от останалите пробационни мерки.
2. Допълнителни: мерките извън първите две, измежду които съдът може да наложи една или няколко мерки в комбинация за изтърпяване заедно със задължителните.

## Изпълнение на наказанието пробация
Пробацията се изпълнява от пробационни служби, които са част от териториалните служби на Главна дирекция" Изпълнение на наказанията". Всеки съдебен район към съответния окръжен съд има създадена пробационна служба. Пробационните мерки се изпълняват по настоящ адрес на осъдения, а когато той няма такъв на територията на страната – по постоянен адрес. Местоизпълнението може да се променя по молба на осъдения. Изпълнението на наказанието започва като прокурорът изпраща съдебния акт, с който е наложено наказанието, до съответната пробационна служба. Пробационният служител, на когото е възложено изпълнението на съдебния акт, призовава (чрез изпращането на призовка) осъденото лице да се яви в определен ден и час. За начало на изпълнението се счита денят, в който лицето се е явило пред пробационния служител.
При изпълнение на определени условия, НК дава възможност наказанието определен остатък от наказанието „лишаването от свобода“ да бъде заменено с една или няколко пробационни мерки. В случая, че осъденият не изпълнява без уважителна причина наложените му от съда пробационни мерки, Наказателният кодекс, Наказателно-процесуалният кодекс и Законът за изпълнение на наказанията дават възможност по предложение на прокуратурата наказанието „пробация“ да бъде заменено с наказание „лишаване от свобода“. Затова „пробацията“ е алтернатива на „лишаването от свобода“. Замяната се извършва от Окръжен съд по местоизпълнение на наказанието. След изпълнение на наказанието важат общите правила за реабилитация.